# Chrysops parvifascius
Chrysops parvifascius är en tvåvingeart som beskrevs av Lutz 1911. Chrysops parvifascius ingår i släktet Chrysops och familjen bromsar. Inga underarter finns listade i Catalogue of Life.